# Schnittklasse
Schnittklasse bezeichnet in der veralteten Norm DIN 68365:1957-11 Bauholz für Zimmererarbeiten ein Gütemerkmal von Bauschnittholz. Die Schnittklasse unterscheidet nach der Form der Kanten und spezifiziert 4 Buchstaben:
- S scharfkantig (gerade, d. h. ohne Baumkanten)
- A vollkantig (mit geringfügigen Baumkanten)
- B fehlkantig (mit Baumkanten)
- C sägegestreift (alle Seiten durchlaufend von der Säge gestreift)

Die im Handel anzutreffenden Angaben wie z. B. Vorratskantholz Fichte A/S kennzeichnen eine Mischung, welche stets nach der schlechteren Schnittklasse einzuordnen ist.
Die neue Norm DIN 68365:2008-12 Schnittholz für Zimmererarbeiten – Sortierung nach dem Aussehen – Nadelholz  enthält keine Schnittklassen mehr. Wenn also in Ausschreibungen als erhöhte Anforderung eines tragenden Kantholzes die Schnittklasse angegeben wird, so ist einfach die alte Norm gemeint.